# Assuero

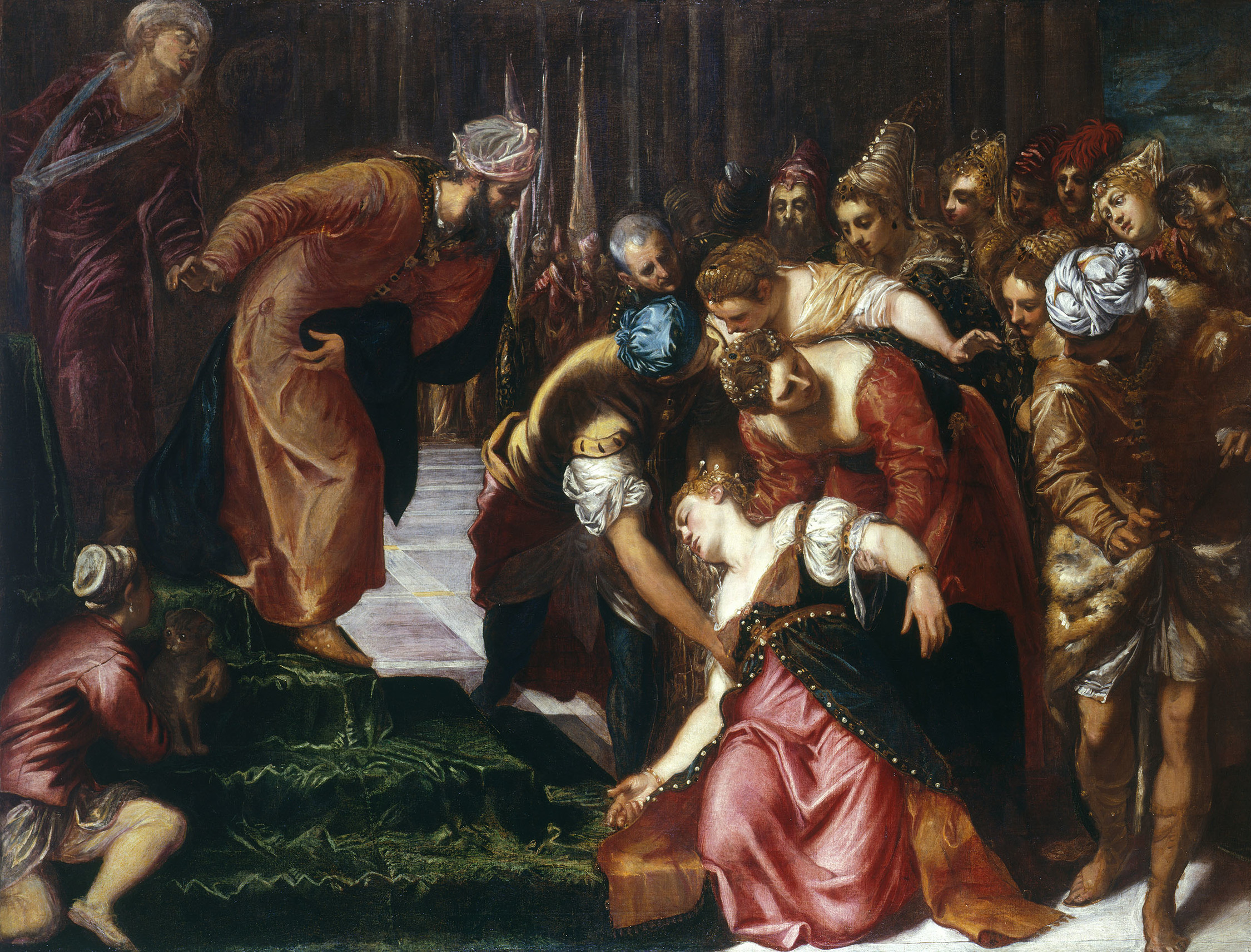
Ester prima di Assuero (1547-48), Tintoretto, Collezione Reale.

Assuero (in ebraico אֲחַשְׁוֵרוֹשׁ ʼAḥašvērōš ʼAẖašwērōš, comunemente Achashverosh; in persiano اخشورش Axšoreš; in nuovo persiano خشایار Xašāyār; in greco Ξέρξης Xérxēs) (fl. V secolo a.C.) è un nome dato dalla Bibbia ebraica a tre regnanti e a un ufficiale babilonese (o re dei Medi) nel Libro di Tobia.

## Etimologia
Si ritiene che la forma ebraica derivi dal nome persiano antico di Serse I, Xšayāršā (<xšaya 're' + aršan 'maschio'> 're di tutti i maschi; eroe tra i re'). Questo divenne il babilonese Aḥšiyaršu (𒄴𒅆𒐊𒅈𒋗, aḫ-ši-ia-ar-šu), diventando poi Akšiwaršu (𒀝𒅆𒄿𒈠𒅈𒍪, ak-ši-i-wa 6 -ar-šu), preso in prestito in ebraico come אֲחַשְׁוֵרוֹשׁ Ăḥašwêrôš, e quindi in latino come Assuero, la forma tradizionalmente usata nelle Bibbie inglesi.
Il nome persiano è stato reso indipendentemente nel greco antico come Ξέρξης Serse. Molte traduzioni e parafrasi inglesi più recenti della Bibbia hanno usato il nome Serse.

## Riferimenti biblici

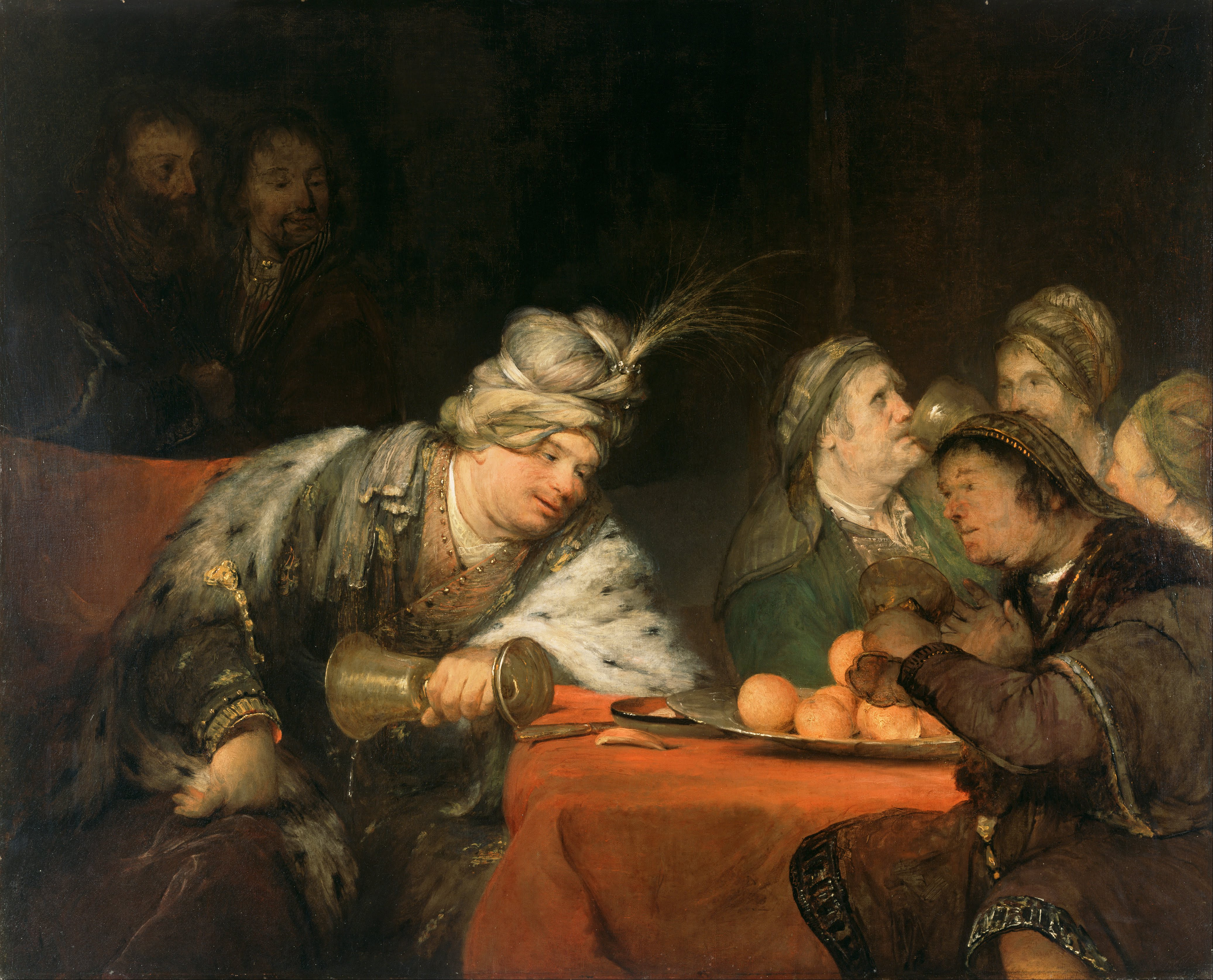
Il banchetto di Assuero, Aert de Gelder

### Libro di Ester
"Assuero" è dato come il nome di un re, marito di Ester, nel Libro di Ester. Si dice che avesse governato "dall'India fino all'Etiopia, su centoventisette province", cioè sull'Impero achemenide1. Non vi è alcun riferimento a eventi storici noti; il nome Assuero è solitamente inteso per riferirsi a Serse I di Persia, che governò l'Impero achemenide tra il 486 a.C. e il 465 a.C. I re persiani non si sposarono al di fuori di un numero limitato di famiglie nobili persiane ed era improbabile che ci fosse una regina ebrea, Ester; ma questo improbabile matrimonio fu un altro segno della mano del Dio di Israele per salvare ancora una volta il popolo; in ogni caso la storica regina di Serse fu Amestris. Nella Septuaginta, il Libro di Ester si riferisce a questo re come "Artaserse" (in greco antico: Ἀρταξέρξης?).

#### Identificazione storica

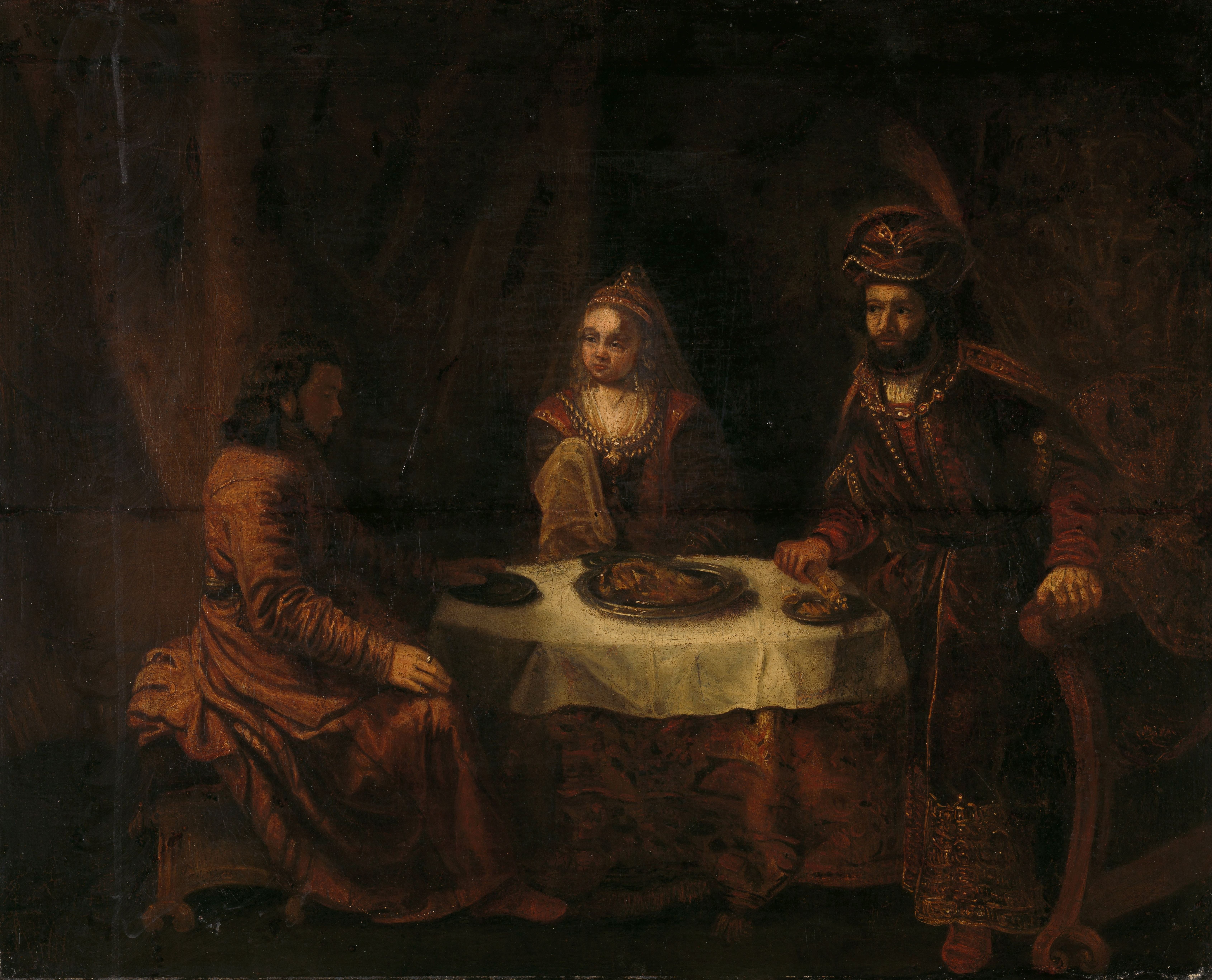
L'ira di Assuero (anonimo), Rijksmuseum.

Numerosi studiosi hanno proposto teorie su chi rappresenti Assuero. La maggior parte di essi generalmente lo identifica con Serse I, così come i commentari biblici del XIX secolo. Tre fattori, tra gli altri, contribuiscono a questa identificazione:
1. Si conviene che l'ebraico "Assuero" discenda dai nomi persiani di Serse I.
2. Lo storico Erodoto descrive Serse I come suscettibile alle donne e con l'abitudine di fare loro offerte stravaganti, proprio come fece con Ester ("fino a metà del mio regno"). Erodoto afferma che l'impero persiano si estendeva dall'India all'Etiopia e si riferisce anche al magnifico palazzo reale di Sushan (Susa), a conferma di quanto affermato nel Libro di Ester. Inoltre Erodoto menziona un'assemblea di nobili persiani chiamati da Serse per consigliarlo sulla proposta di guerra contro la Grecia. Sebbene Erodoto non fornisca l'ubicazione di questa assemblea, la data, "dopo che l'Egitto fu sottomesso", corrisponde al terzo anno di Serse quando Ester registra un'assemblea della nobiltà persiana a una festa. (Storie VII.8) Erodoto menziona anche che dopo la sua sconfitta a Salamina Serse I fu coinvolto in intrighi di harem che coinvolsero sua moglie Amestris e sua nuora, di cui si innamorò (Storie IX.108). Erodoto racconta che ciò avvenne nel decimo mese del suo settimo anno da re, lo stesso periodo in cui Assuero sceglieva belle donne per il suo harem (Ester 2:16).
3. Gli annali del regno di Serse menzionano un funzionario altrimenti non attestato di nome "Marduka", che alcuni hanno proposto si riferisca a Mardocheo, poiché entrambi sono menzionati in servizio alla corte del re.

La Septuaginta, la Vulgata, il Midrash di Esther Rabbah, I, 3 e il Josippon identificano il re come Artaserse I, e lo storico Flavio Giuseppe riferisce che questo era il nome con cui era conosciuto dai Greci. Il testo etiopico lo chiama Arťeksis, di solito l'equivalente etiopica di Artaserse.

### Libro di Esdra

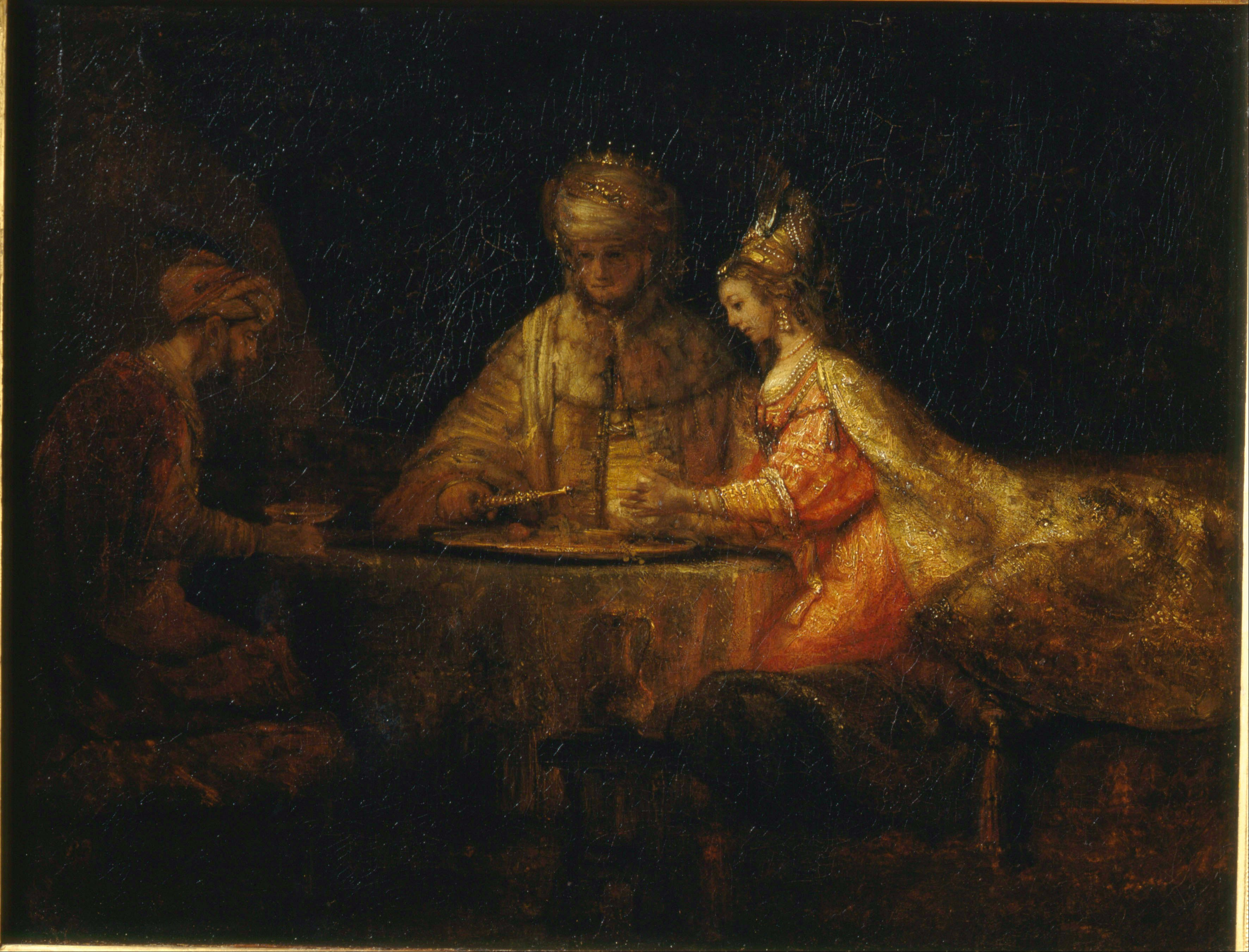
Assuero e Aman al banchetto di Ester, di Rembrandt

Assuero è anche indicato come il nome di un re di Persia nel Libro di Esdra4:5-7. I commentatori moderni lo associano a Serse I che regnò dal 486 a.C. fino al 465 a.C. Altre identificazioni sono state fatte per Cambise II o con Smerdi (greco Smerdis) che regnò (forse come un impostore) per sette mesi tra Cambise II e Dario I.

### Libro di Daniele

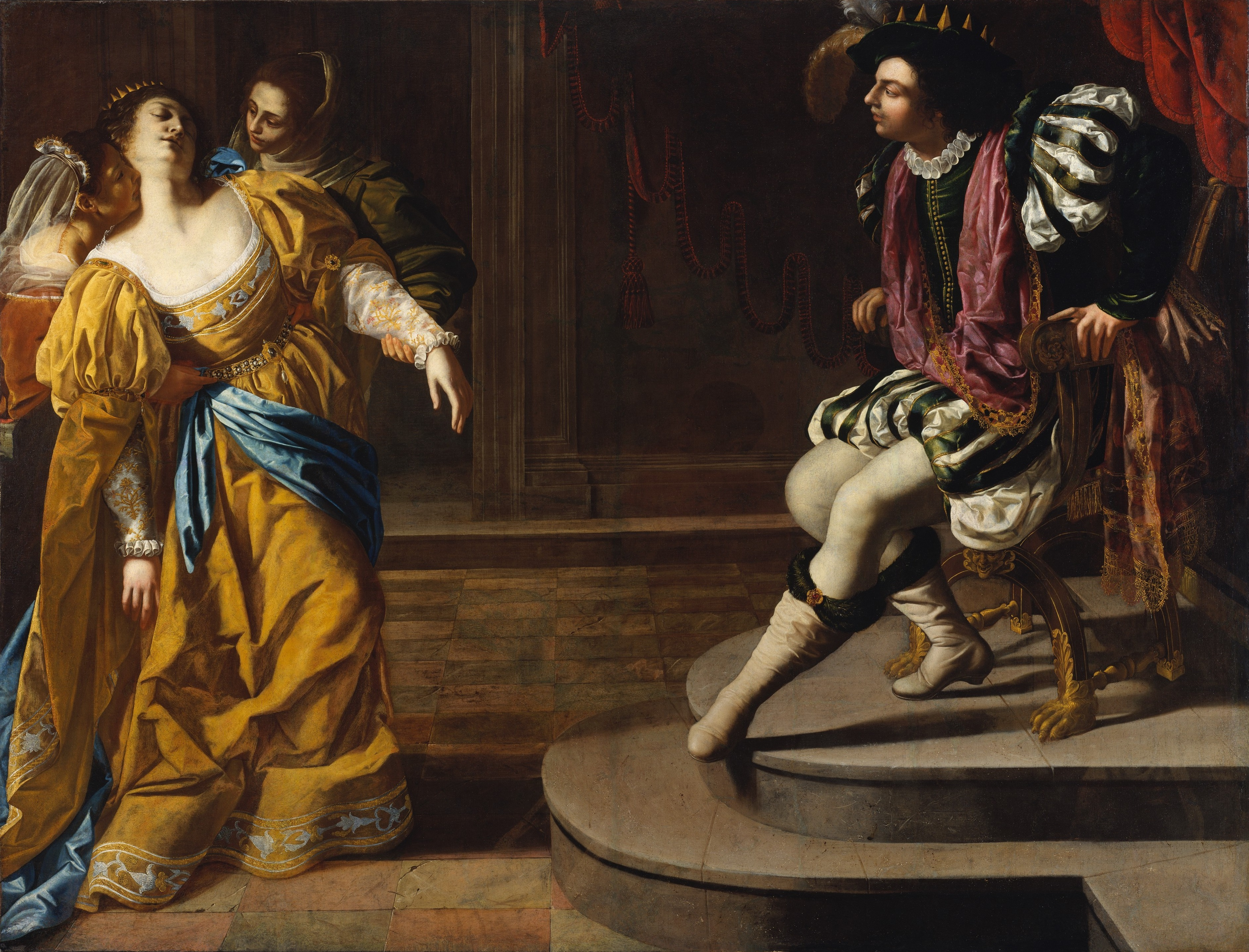
Ester e Assuero, Artemisia Gentileschi, c. 1630

Assuero è dato come nome del padre di Dario il Medo nel Libro di Daniele9:1. Giuseppe Flavio nomina Astiage come il padre di Dario il Medo, e la descrizione di quest'ultimo come zio e suocero di Ciro da parte di commentatori ebrei medievali corrisponde a quella di Ciassare II, che Senofonte dice fosse figlio di Astiage. Così questo Assuero è comunemente identificato con Astiage. In alternativa è identificato, insieme all'Assuero del Libro di Tobia, come Ciassare I, detto il padre di Astiage. Le opinioni divergono su come riconciliare le fonti in questo caso. Un punto di vista è che la descrizione di Assuero come il "padre" di Dario il Medo dovrebbe essere intesa nel senso più ampio di "antenato". Un altro punto di vista rileva che sulle Iscrizioni di Bisotun, "Cyaxares" è un nome di famiglia, e quindi considera la descrizione come letterale, vedendo Astiage come un sovrano intermedio collocato erroneamente nella linea di famiglia nelle fonti greche.
La maggior parte degli studiosi vede Dario il Medo come una finzione letteraria, o forse una fusione di Dario il Grande con le profezie sui Medi.

### Libro di Tobia
In alcune versioni del libro deuterocanonico di Tobia, Assuero è indicato come il nome di un collaboratore di Nabucodonosor, che insieme a lui distrusse Ninive poco prima della morte di Tobia. Un punto di vista cattolico tradizionale è che sia identico all'Assuero di Daniele 9:1 Nell'edizione greca del Codex Sinaiticus (LXX), i due nomi in questo versetto appaiono invece come un nome, Ahikar (anche il nome di un altro personaggio nella storia di Tobia). Altri testi dei Septuaginta hanno il nome Achiachar. Gli studiosi occidentali hanno proposto che Achiachar sia una forma variante del nome " Cyaxares I di Media", che storicamente distrusse Ninive, nel 612 a.C.

## Nelle leggende
In alcune versioni della leggenda dell'ebreo errante, si ritiene che il suo vero nome sia Assuero, anche se il re biblico non è descritto come un ebreo e nulla nel suo racconto biblico è simile a quel mito. Questo è il nome con cui Immanuel Kant si riferisce all'ebreo errante ne L'unico argomento possibile a sostegno di una dimostrazione dell'esistenza di Dio.